# Riggelweer
Riggelweer of Rondebosch, eerder Rickelsweer, is een voormalige wierde aan de Riggelweerlaan of Rondeboschlaan (ca. 1850 Richelweersterlaan) te Farmsum bij Delfzijl. De laan kwam uit Farmsum en liep ten westen van het Farmsumermaar langs de wierde, voorbij de boerderij Gommelburg en splitste zich daarna in de Leege Halkelaan en de Maarlaan.  
De wierde (ter grootte van 1,4 ha en ca. 3 m hoog) is in 1906 tot één meter onder de zeespiegel afgegraven.  De laatste resten van de wierde maakten in 1958 plaats voor een nieuwe tak van het Eemskanaal. De laan verdween rond 1970.
Over de oorsprong van de wierde is niets bekend. Mogelijk was het de plek van een steenhuis of stinswier. De wierde hoorde bij de bezittingen van de Huis te Farmsum. Proost Bolo Ripperda verkocht in 1508 zijn bezittingen te Ryckelsweer en Eelwerd aan het Oost-Friese klooster Barthe. De afbetaling bleek echter lastig. Toen de nonnen in 1576 naar Schildwolde uitweken werd het bezit vermoedelijk weer verkocht.
De wierde was vooral bekend vanwege het romantische bosje dat er tot het begin van de 19e eeuw te vinden was. De schoolmeester van Farmsum berichtte in 1828:
Omstreeks 10 minuten ten Zuiden van het dorp, ligt het zoogenaamde Ronde Bosch, aan eene laan, hebbende den naam van Rondeboschlaan, welke verder naar Meedhuizen loopt. Dit Ronde Bosch is een rond stuk land, omstreeks 2 bunders groot, en in het midden min of meer drie Ned. ellen boven de omliggende landen hoog: op hetzelve vond men voor twintig jaren nog een aantal boomen allen in het rond geplant; doch dezelve zyn van tyd tot tyd, meestal door ouderdom vervallen, tot dat de laatsten daarvan in 1814 of 15 vernietigd zyn.
Aan de overzijde van de weg bevond zich een verhoogd erf met veel puin. De naam 'Rondebosch' ging over op de boerderij die daar werd gebouwd. Tijdgenoten stelden dat het bosje "iets ouds en plegtigs" had. Ze verbonden het met griezelverhalen over "witte juffers" en met oudheidkundige beschouwingen.
De Riggelweerlaan en zijn aftakkingen waren kerspeleigendom. Het gebied werd gerekend tot de Farmsumer Westermeeden. Kerk en de pastorie van Farmsum hadden er landbezit. Door het gebied liep bovendien een middeleeuws afwateringskanaal vanuit Amsweer – het Ukemaar, later Roestenburgermaar genoemd – dat via een zijltje in het Farmsumermaar uitmondde. Hier stond in 1560 de boerderij Roestenburg. In 1852 werd hier een poldermolen gebouwd voor het nieuwe waterschap Gommelburg.
De wierde wordt soms verwisseld met de nabijgelegen boerderij Gommelburg.